# 今様色
今様色（いまよういろ）は、平安時代に流行した鮮やかな紫味の紅色のことである。

## 概要
今様とは「現代風の」「流行の」という意味の言葉だが、この色は遅くとも10世紀頃、平安時代に流行した。
『源氏男女装束抄』には、「今様色とは紅のうすき、ゆるし色をいへり」と、淡いピンク色と説明されているが、『胡曹抄』では「今様色トハ紅梅ノ濃ヲ云也」と、やや濃い紫紅色という説が採られている。
『花鳥余情』では「今様色トハ紅梅ノ濃ヲ云也。譬ヘバ濃紅ニモ非ズ、色又紅梅ニモ非ズ。半ノ色ニテ此此出来ル色ナレバ今様色ト云ル、大略聴色ト同ジキナリ」とある。ここでの「ゆるし色」とは、濃紅以外の色とされ、今様色は紅梅色と濃紅の中間の色と定義されている。
ゆるし色は一斤染の異名で、本来は絹二反をベニバナ一斤で、禁制に触れない程度に染めた淡いピンクのことだが、規制をかいくぐって濃く染めるものが続出していた。
また、王朝文学では、若紫など高貴な身分の女性が身に着ける場面もよく見られるため、禁色の濃紅に似ない程度の鮮やかな紅色だったと考えられる。
『四季色目』（文政13年に編まれた装束集成）には、表が紅梅色、裏が濃紅梅色の今様色の襲が登場する。